# Scat

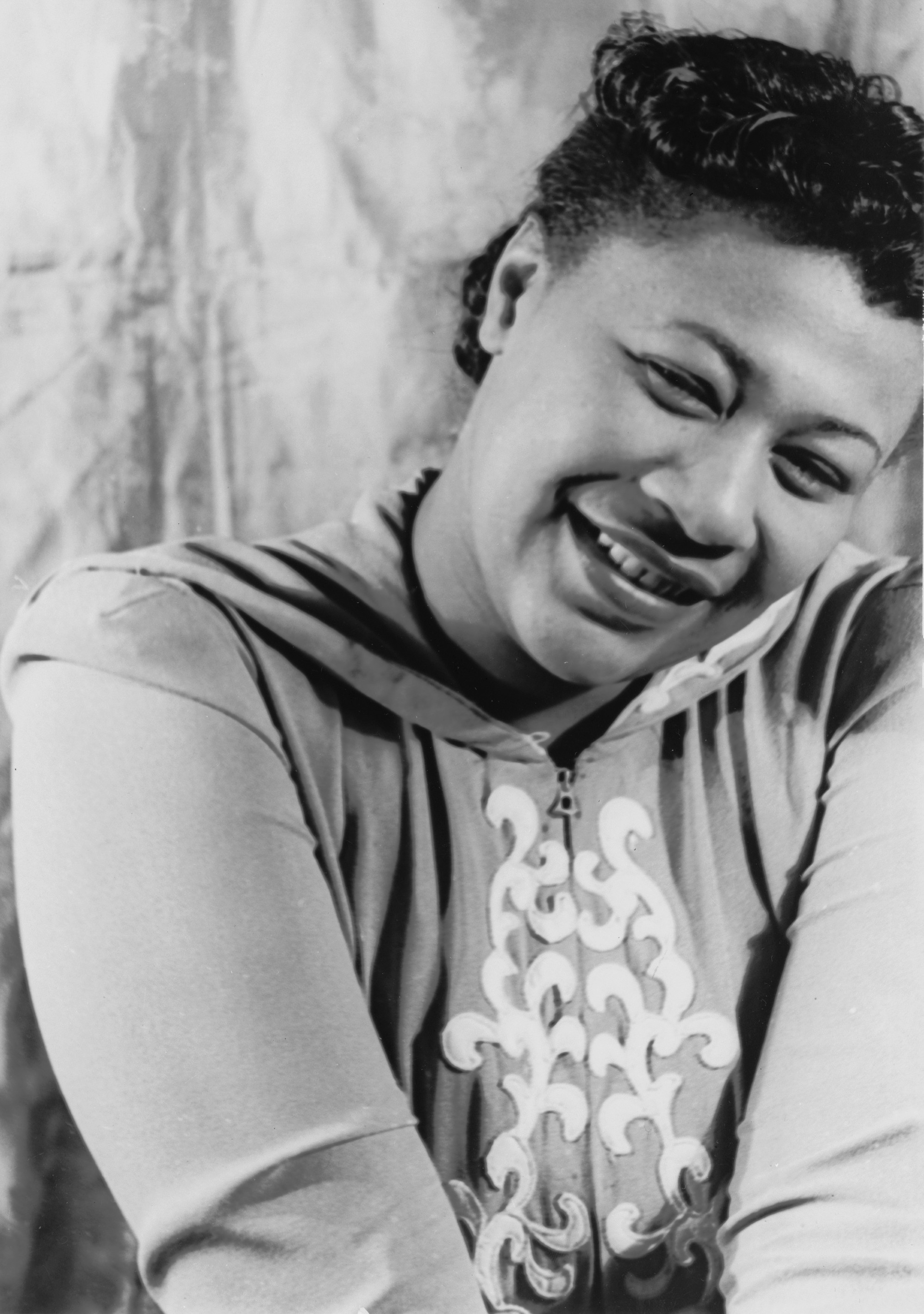
Ella Fitzgerald é geralmente considerada uma dos maiores cantores de scat da história do jazz.

Scat é uma técnica de canto criada por Louis Armstrong que consiste em cantar vocalizando tanto sem palavras, quanto com palavras sem sentido e sílabas (por exemplo:  «la dum ba dum pa»), como usado por cantores de jazz, os quais criam o equivalente de um solo instrumental apenas usando a voz. 
Scat é ainda a denominação de um instrumental vocal. Enquanto o uso de sílabas sem sentido durante o canto define scat, cantar scat é distinguido pelo fato que, em vez de usar sons para reproduzir exatamente uma linha melódica, improvisações são feitas com a melodia e com o ritmo, como em outras improvisações de jazz. O vocalista da banda de Nu-Metal Korn, Jonathan Davis, é conhecido pelo uso recorrente da técnica em suas músicas. Outro músico que usava esta técnica foi o cantor conhecido por Scatman John, que fazia a peculiar e bem-sucedida mistura da técnica de scat singing com dance music. Pode ser ouvida também em "Dinorah, Dinorah", composição de Ivan Lins e Vitor Martins executada por George Benson no álbum "Give Me the Night". 